# Ломинское
Ломинское — село в Андреапольском городском округе Тверской области.

## География
Находится в западной части Тверской области на расстоянии приблизительно 31 км на северо-запад по прямой от города Андреаполь у северо-западного берега озера Бросно.

## История
В 1939 здесь было отмечено 7 дворов. До 2019 года входила в Волокское сельское поселение Андреапольского района до их упразднения.

## Население
Численность населения: 1 человек (русские 100 %) в 2002 году, 0 в 2010.